# Музей искусств Сан-Хосе
Музей искусств Сан-Хосе (англ. San Jose Museum of Art, сокр. SJMA) — художественный музей в Сан-Хосе, Калифорния; содержит большую постоянную коллекцию художников Западного побережья США XX и XXI столетий.
Находится в центре Сан-Хосе в Circle of Palms Plaza, рядом с площадью Plaza de César Chávez.

## История и деятельность

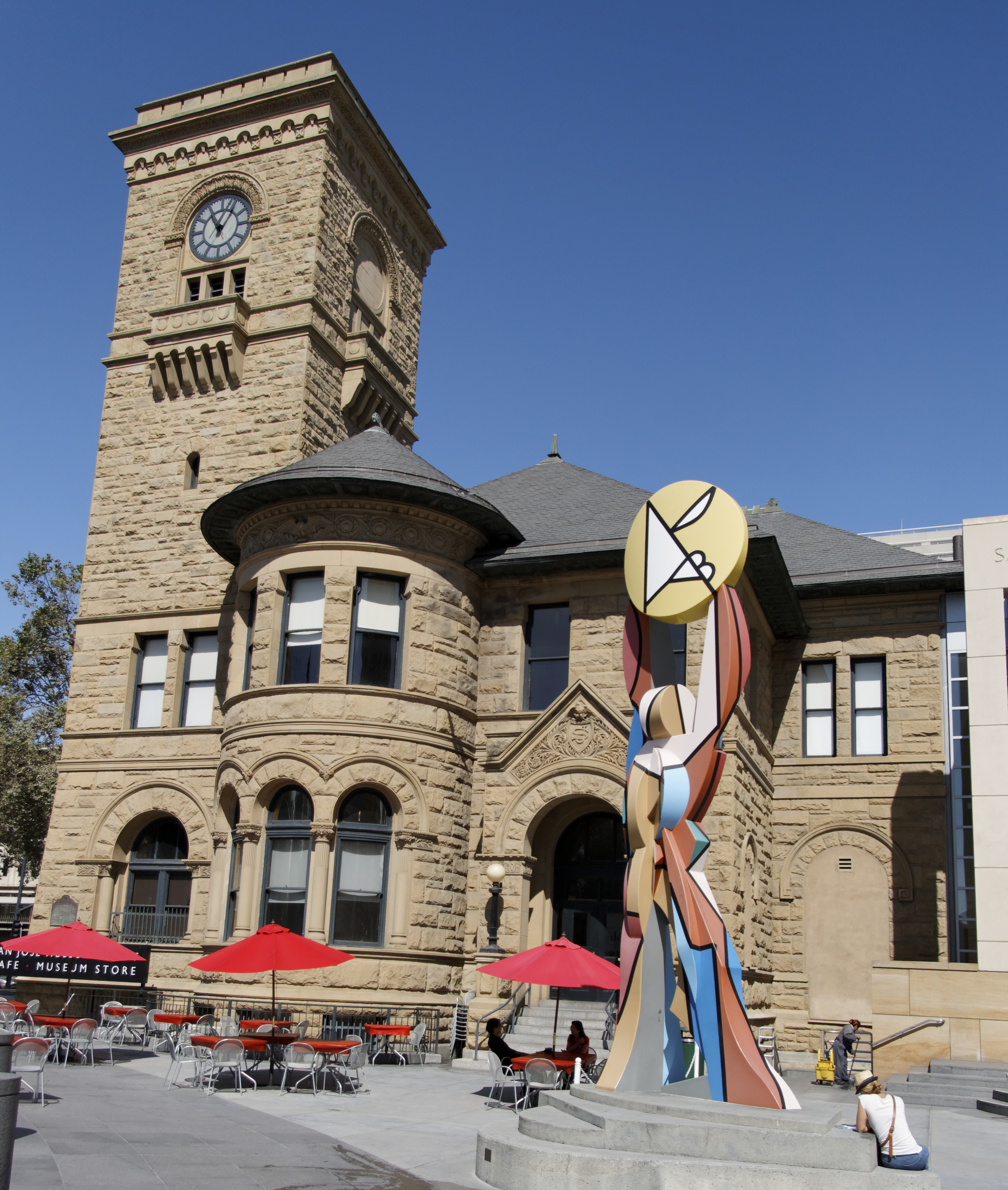
Здание почтового отделения

Первоначально музей занимал одно крыло спроектированного в 1892 году архитектором Уиллоуби Эдбруком почтового отделения Сан-Хосе (здание почты построено в романском стиле Ричардсона). С 1937 по 1969 год оно служило городской библиотекой. Затем было реконструировано и преобразовано ассоциацией Fine Arts Gallery Association во вновь открывшееся учреждение культуры — Civic Art Gallery. В 1972 году здание стало Калифорнийской исторической достопримечательностью (№ 854), а в 1973 году оно было внесено в Национальный реестр исторических мест США. Так называемое «Новое крыло» («New Wing»), составляющее большую часть нынешней выставочной площади, открылось в 1991 году. 
Музей искусств Сан-Хосе дважды был удостоен премии MUSE award: в 2007 году в категории Extended Experience; в 2009 году в категории Public Relations and Development за видео «Road Trip», неофициально известное как видео «Giant Artichoke» («Гигантский артишок»).
Музей имеет собственную коллекцию и проводит выставки. В числе последних проведённых им экспозиций: «Figure Studies; City Limits, City Life; What's Your Angle? and Mark My Word» (работы Хосе Ороско и Диана Тэйтер); «Artists Including Me: William Wegman» (работы Уильяма Вегмана); «This is Not a Selfie» (фотографические автопортреты из коллекции Audrey and Sydney Irmas Collection); «Liquid City» (работы Дианы Аль-Хадид и Луизы Невельсон). 
Постоянная коллекция музея посвящена современному искусству художников Западного побережья США, с акцентом на искусство Тихоокеанского региона. Она включает в себя более 2000 работ различных жанров — живопись, скульптуры, гравюры, фотографии, рисунки и цифровые медиа таких художников, как Фредерик Спратт, Роберт Арнесон, Милтон Эйвери, Грегори Барсамян (Gregory Barsamian), Джоан Браун, Дебора Баттерфилд, Джим Кэмпбелл, Энрике Чагойя, Дейл Чихули, Рональд Дэвис, Джей ДеФео, Рой Де Форест, Тони ДеЛап, Ричард Дибенкорн, Джим Дайн, Руперт Гарсия (Rupert Garcia), Филипп Густон, Оливер Джексон (Oliver Jackson), Ил Ли, Хун Лю, Майкл Макмиллен, Мануэль Нери, Лонг Нгуен (Long Nguyen), Мануэль Окампо, Натан Оливейра, Дебора Оропалло (Deborah Oropallo), Алан Рат, Рэймонд Сондерс, Ричард Шоу, Уэйн Тибо, Билл Виола, Уильям Уайли и другие.

Залы музея
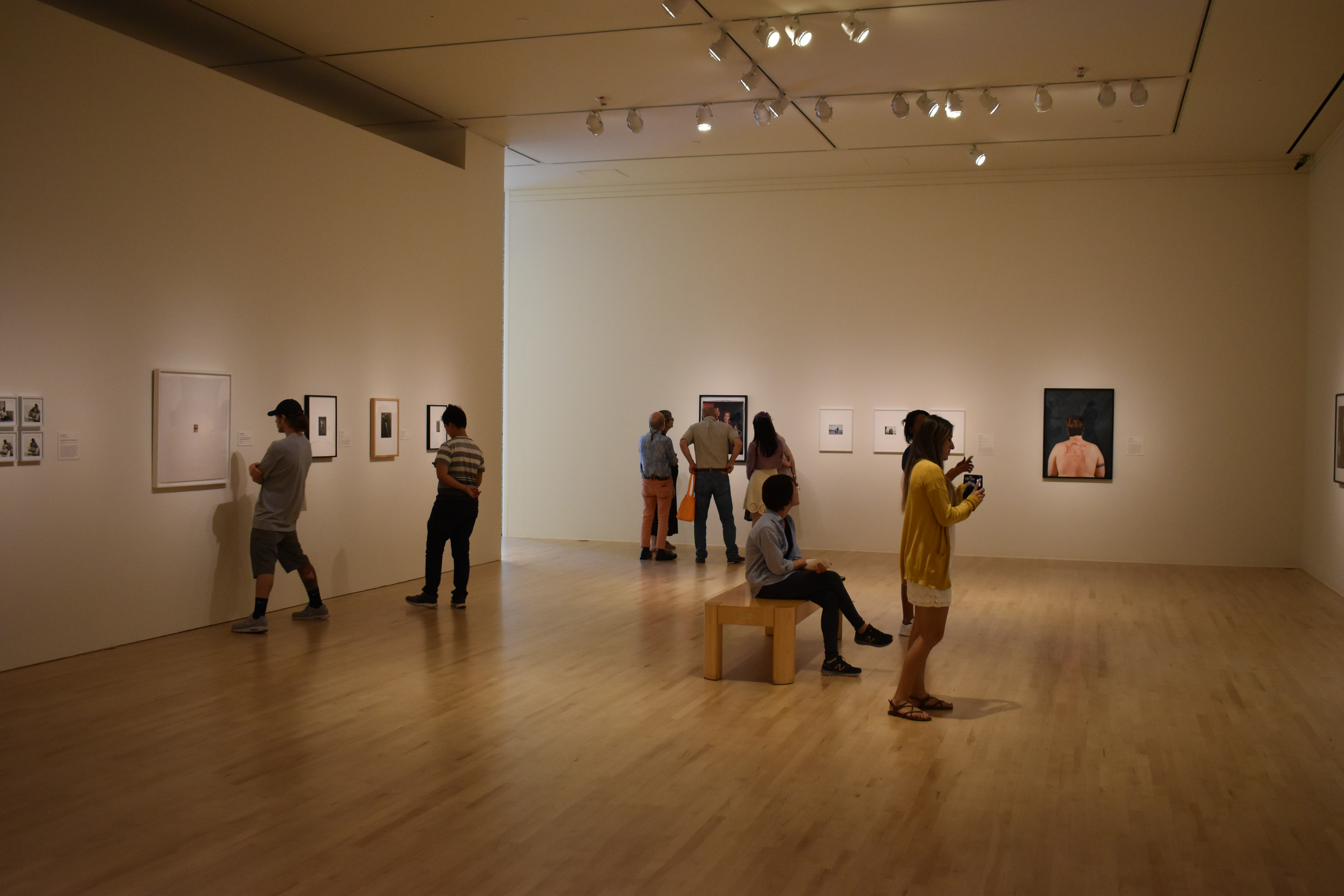
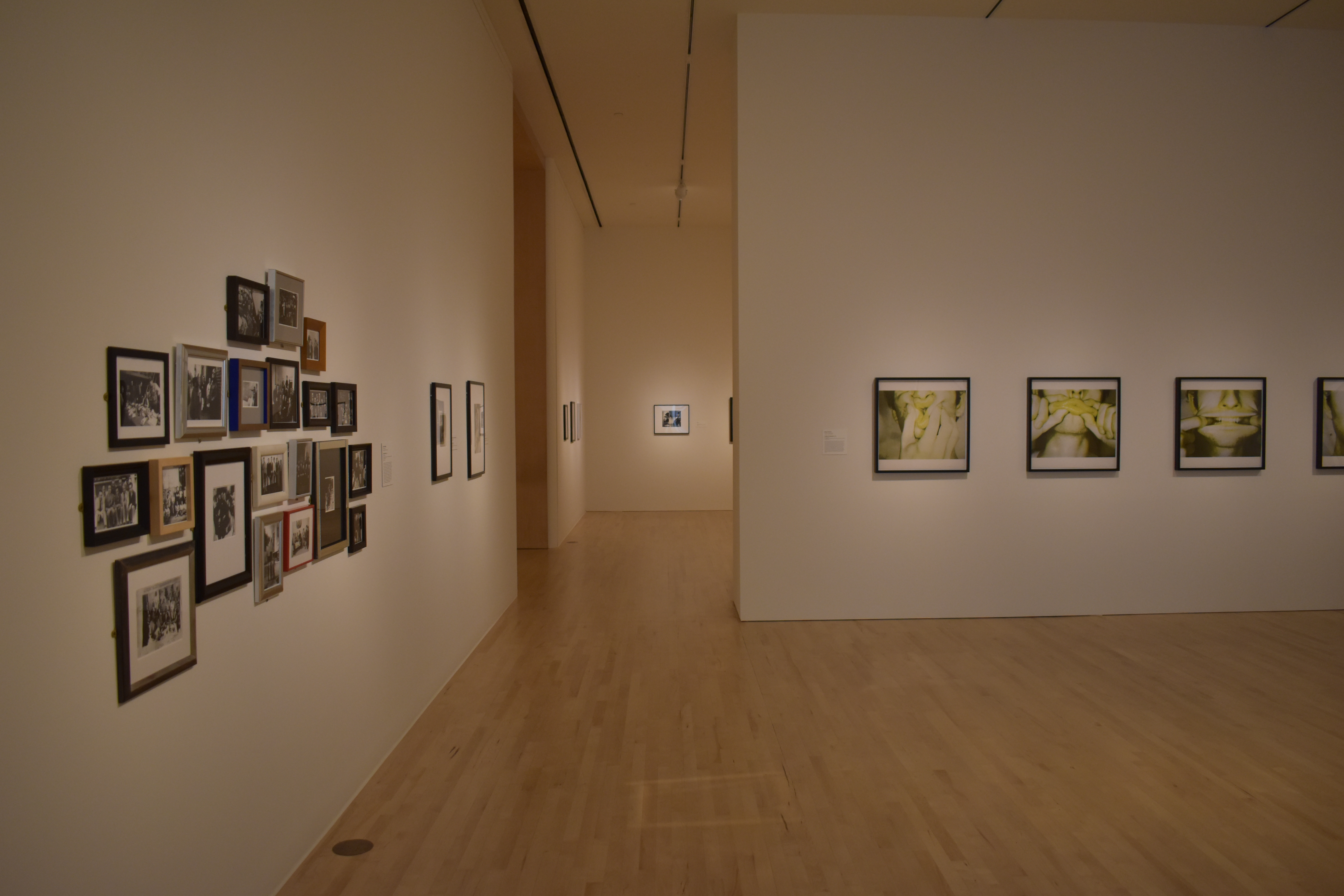
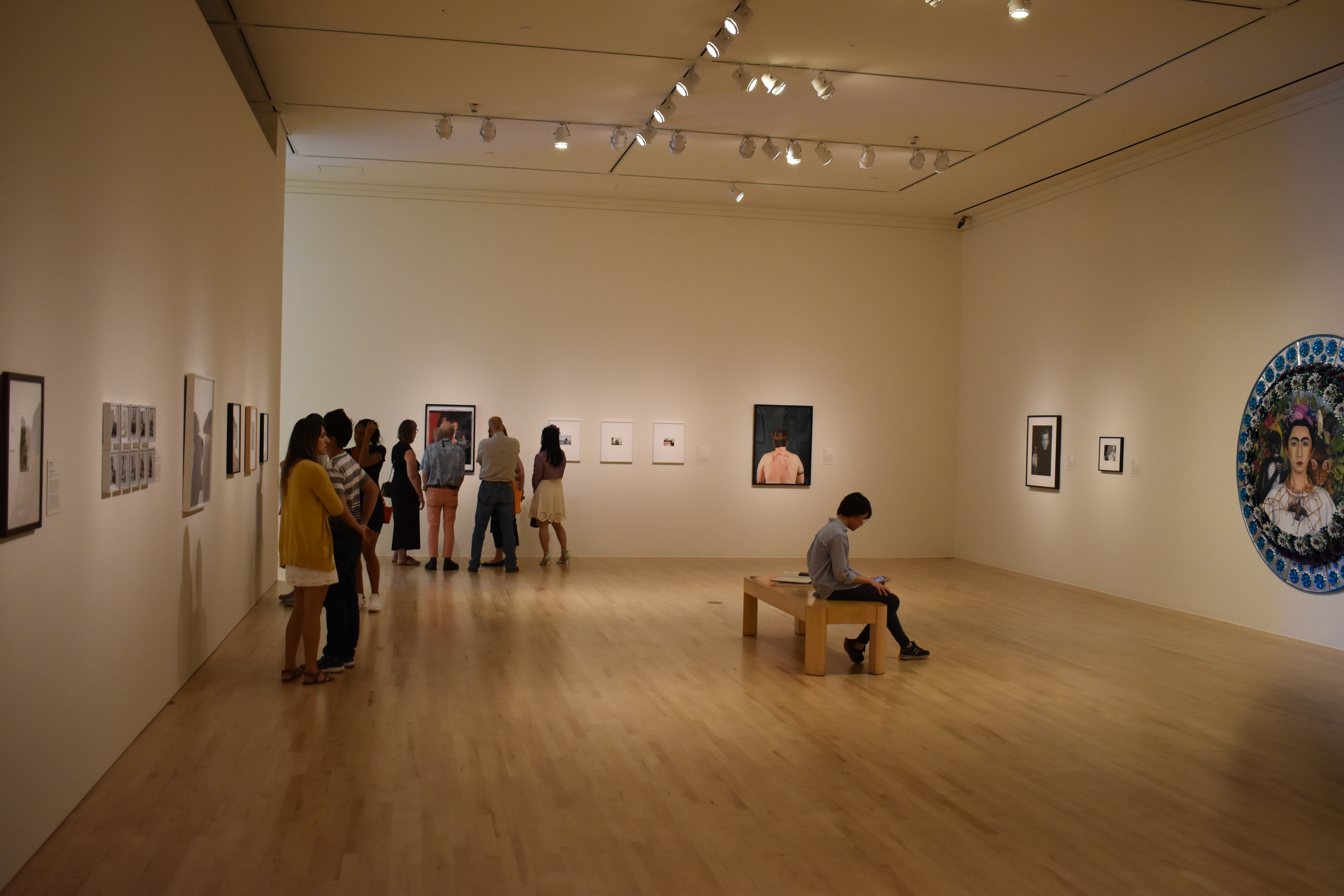